# Седрон, Лусия
Лусия Седро́н (исп. Lucía Cedrón, 22 августа 1974, Буэнос-Айрес) — аргентинский режиссёр и сценарист.

## Биография
Дочь кинорежиссера Хорхе Седрона (1942—1980), известного своими социально-критическими фильмами. С 1976 жила с семьей в эмиграции во Франции, в 2001 вернулась на родину. Сняла несколько короткометражных и документальных лент. Наиболее известный фильм - Агнец божий (2008).
Живет в Аргентине и во Франции.

## Фильмография
- 2002: В разлуке/ En ausencia (короткометражный, Серебряный медведь Берлинского МКФ за лучший короткометражный фильм, номинация на Золотого медведя, почетное упоминание на Мельбурнском МКФ)
- 2003: Женщины в красном/ Mujeres en rojo: Pasión (телевизионный короткометражный)
- 2004: 18-j (коллективный проект)
- 2007: Небесная синева/ El azul del cielo (документальный; также оператор и продюсер)
- 2008: Агнец божий/ Cordero de Dios (премия Аргентинской киноакадемии за лучший дебютный фильм, Серебряный кондор за лучший дебютный фильм и лучший оригинальный сценарий, Золотая роза на КФ в Бергамо, премия за лучший фильм на Малагском КФ, премия зрительских симпатий на КФ латиноамериканского кино в Тулузе, премия за лучший сценарий на МКФ в Гаване)